# Ataque del Partido Liberal a Ciudad Juárez
El ataque del Partido Liberal a Ciudad Juárez fue un acontecimiento ocurrido el 19 de octubre de 1906 que formó parte de un plan insurreccional del Partido Liberal Mexicano (PLM) para derrocar la dictadura de Porfirio Díaz y extender una revolución social, económica y política con base en el Programa del Partido Liberal Mexicano. El ataque a Ciudad Juárez fue desactivado prácticamente antes de comenzar y marca el fin del primer ciclo de insurreciones del PLM.

## Antecedentes
Al mismo tiempo que comienzan los trabajos de organización del Partido Liberal Mexicano en 1905 de manera pública, inicia la organización clandestina de una rebelión armada que consiga derrocar por la fuerza el régimen dictatorial de Porfirio Díaz. El 1 de junio de 1906 una huelga de mineros, promovida por el PLM en Cananea, Sonora, fue reprimida violentamente por el gobierno de Díaz e incluso por rangers de Arizona solicitados por el cónsul estadounidense. El 1 de julio fue difundido ampliamente el Programa del Partido Liberal Mexicano redactado en San Luis, Misuri.
El PLM había planeado comenzar la revolución el 16 de septiembre de 1906, fecha en que se conmemora la Independencia de México, para entonces estaban organizados 44 grupos armados en distintas regiones de la República Mexicana, en el Estado de Chihuahua los liberales tenían influencia en los municipios de Galeana, Guadalupe, Juárez y Casas Grandes, y varios grupos operaban desde el sur de Estados Unidos dedicados a conseguir fondos y a comprar e introducir armamento a México. La captura de Ciudad Juárez por parte del grupo organizado en El Paso, Texas, era la señal para que los demás grupos se levantaran simultáneamente en armas.
Para los liberales tomar Ciudad Juárez, al igual que otras poblaciones fronterizas, significaba controlar el tráfico de armas y provisiones en las aduanas. Sin embargo la insurrección del PLM fue descubierta y desactivada por agentes del gobierno federal y detectives de la Pinkerton, quienes detuvieron a un grupo de rebeldes en Douglas, Arizona durante los primeros días de septiembre, por lo que la insurrección se pospuso diez días más. El 26 de septiembre varios poblados de Coahuila fueron atacados sin éxito por el PLM. El 30 de septiembre estalla otra rebelión en Acayucan, Veracruz que también es sofocada por el gobierno.
También fue reprimido un tercer intento de rebelión el 16 de octubre en Tamaulipas .

## La revuelta desactivada
Tras los fracasos en el mes de septiembre, el PLM planeó otro levantamiento para el 21 de octubre pero dos días antes la policía en El Paso irrumpió en la reunión en donde se ultimaban los detalles y esto precipitó las acciones.
El grupo comisionado para atacar Ciudad Juárez estaba organizado en el El Paso, por Juan Sarabia, Antonio I. Villarreal, Ricardo Flores Magón,  Prisciliano G. Silva, César E. Canales y Vicente de la Torre, entre otros liberales que habían decidido atacar el 19 de octubre de 1906 la guarnición federal y la cárcel, para distribuir provisiones y armamento que habían introducido de contrabando.
El entonces gobernador de Chihuahua, Enrique C. Creel quien ya tenía conocimiento del plan del PLM solicitó  refuerzos a Porfirio Díaz y detuvo con anticipación a un gran número de simpatizantes del PLM en Juárez. El día del levantamiento, junto con el coronel Vega y otros oficiales del XVIII Batallón orquestaron una celada a los liberales. Al cruzar la frontera fueron aprehendidos Sarabia, Canales y de la Torre. Al día siguiente en El Paso, agentes de inmigración, detuvieron a Villarreal, José Cano y Lauro Aguirre. Flores Magón y Modesto Díaz consiguieron  escapar.
En Ciudad Juárez, Juan Sarabia, César E. Canales y Vicente de la Torre fueron arrestados por el soldados federales, quienes habían hecho creer a los liberales que dos oficiales incorporarían la guardia militar al ataque del PLM en esa ciudad. Los liberales fueron trasladados a la cárcel de la Ciudad de Chihuahua donde también fueron juzgados, junto con cerca de un centenar de simpatizantes y militantes del PLM de otras regiones del estado, arrestados en los días más tarde. Los tres fueron condenados a prisión en San Juan de Ulúa y se les impuso una multa por el delito de conspiración para una rebelión.